# 道の駅釜石仙人峠
道の駅釜石仙人峠（みちのえき かまいしせんにんとうげ）は、岩手県釜石市にある国道283号の道の駅。愛称はアユ躍る清流と甲子柿の里（アユおどるせいりゅうとかっしがきのさと）。

## 施設
- 駐車場
  - 普通車:37台
  - 大型車:4台
  - 身障者用:2台
- トイレ
- 公衆電話
- 物産・農産物等販売コーナー
- 軽飲食コーナー
- 休憩所
- 情報コーナー

## アクセス
- 国道283号（釜石街道）[1][2]
- 釜石自動車道釜石仙人峠IC
- 岩手県交通｢上大畑｣バス停より徒歩5分

## 周辺
- 仙人峠
- 松倉駅
- 洞泉駅
- 岩手県立釜石高等学校
- 甲子川
- E46 釜石自動車道 釜石仙人峠IC